# Kondžilo (Visoko, BiH)
Kondžilo  je naseljeno mjesto u gradu Visokom, Federacija Bosne i Hercegovine, BiH.
Nalazi se sjeverozapadno od Visokog.

## Stanovništvo

### 1991.
Nacionalni sastav stanovništva 1991. godine, bio je sljedeći:
ukupno: 41
- Srbi - 22
- Hrvati - 14
- Jugoslaveni - 5

### 2013.
Nacionalni sastav stanovništva 2013. godine, bio je sljedeći:
ukupno: 5
- Bošnjaci - 5